# Pacyfikacja wsi Kitów
Pacyfikacja wsi Kitów – masowy mord na ludności cywilnej dokonany przez okupantów niemieckich 11 grudnia 1942 roku we wsi Kitów na Zamojszczyźnie.
Pacyfikację przeprowadzono w odwecie za atak polskich partyzantów na zasiedloną przez niemieckich kolonistów wieś Nawóz. Funkcjonariusze SS i policji niemieckiej wsparci przez uzbrojonych kolonistów zamordowali co najmniej 164 mieszkańców Kitowa, w tym liczne kobiety i dzieci. Była to jedna z najkrwawszych pacyfikacji przeprowadzonych przez Niemców w czasie operacji wysiedleńczo-pacyfikacyjnej na Zamojszczyźnie.

## Geneza
Jesienią 1942 roku pod kierownictwem dowódcy SS i policji na dystrykt lubelski, SS-Brigadeführera Odilo Globocnika, rozpoczęto na Zamojszczyźnie szeroko zakrojoną operację wysiedleńczą. Jej celem było wypędzenie z tego regionu około 100 tys. Polaków, na których miejsce zamierzano osiedlić niemieckich kolonistów, przede wszystkim volksdeutschów ze Słowenii, Lotaryngii i Besarabii. Pierwsze wysiedlenia przeprowadzono w nocy z 27 na 28 listopada 1942 roku. Do końca grudnia akcją objęto 60 wsi zamieszkanych przez ok. 34 tys. Polaków.
Działania Niemców spotkały się z biernym oporem wysiedlanej ludności oraz ze zbrojną reakcją polskiego ruchu oporu. Oddziały partyzanckie Batalionów Chłopskich, Armii Krajowej i Gwardii Ludowej usiłowały powstrzymać ekspedycje pacyfikacyjno-wysiedleńcze, atakowały niemieckie obiekty gospodarcze i komunikacyjne, a także przeprowadzały akcje odwetowe we wsiach zasiedlonych przez niemieckich kolonistów.
Jedną ze wsi dotkniętych akcją wysiedleńczą był Nawóz. 9 grudnia 1942 roku wypędzono stamtąd całą polską ludność, na której miejsce osiedlono volksdeutschów z Besarabii. W nocy z 10 na 11 grudnia partyzanci BCh i AK przeprowadzili w Nawozie akcję odwetową. Według jednej z relacji partyzanci oddali jedynie strzały na postrach i spalili jedno gospodarstwo. Inne źródła podają natomiast, że zabito kilku kolonistów oraz spalono od kilku do kilkunastu gospodarstw. W odwecie za atak partyzantów Niemcy postanowili spacyfikować odległy o kilka kilometrów Kitów.

## Przebieg pacyfikacji
Mieszkańcy Kitowa zostali uprzedzeni przez sołtysa, że 11 grudnia Niemcy przybędą do wsi w sprawie niedostarczonych kontyngentów rolnych. Na wieść o zbliżaniu się niemieckiego oddziału pewna liczba mężczyzn opuściła wieś. Odeszło między innymi dwunastu uzbrojonych członków miejscowej placówki AK, którzy nie chcieli swoją obecnością narażać ludności na represje. Z kolei te rodziny, które nie zalegały z kontyngentami, bez większych obaw oczekiwały na przybycie okupantów.
Pierwsi Niemcy pojawili się w Kitowie około południa. Według relacji świadków zachowywali się spokojnie i zjedli we wsi obiad. Niektórzy mieli nawet namawiać mieszkańców do ucieczki; dzięki takiemu ostrzeżeniu ocalała m.in. córka sołtysa. W godzinach popołudniowych zachowanie Niemców uległo jednak diametralnej zmianie. Wieś została szczelnie otoczona, po czym przystąpiono do szczegółowej rewizji. W gospodarstwach zabito wówczas od kilkunastu do dwudziestu Polaków. Szczególnym okrucieństwem mieli się wykazywać uzbrojeni koloniści z Nawozu. Wśród Polaków zamordowanych w tej fazie pacyfikacji znalazła się m.in. rodzina wysiedleńców z Wielkopolski, Blejów.

Zastaliśmy całą rodzinę składającą się z pięciu osób. Mówili po niemiecku. Byli to Polacy ewakuowani z Poznania. Ociągaliśmy się z wykonaniem rozkazu i zapytaliśmy dowódcę grupy, sierżanta Höfnera. Dopiero na jego nalegania wykonaliśmy polecenie. Kazaliśmy ludziom kłaść się na podłodze i strzelaliśmy do nich. Ja zastrzeliłem dziewczynę 18–19-letnią i dziecko 12-letnie. Było mi bardzo przykro – zeznanie Josepha Scharenberga, funkcjonariusza 25. pułku policji SS.

Po pewnym czasie dowodzący pacyfikacją oficer zmienił rozkaz. Nakazał przerwać zabijanie i spędzić całą ludność na łąkę nieopodal wsi. Osoby niezdolne do poruszania się o własnych siłach były zabijane w domach. Zgromadzonym na łące mężczyznom, kobietom i dzieciom oznajmiono natomiast, że zostali skazani na śmierć za „działalność bandycką”, po czym wszystkich rozstrzelano ogniem broni maszynowej. Później na miejsce kaźni przywieziono jeszcze kilku mężczyzn z innych miejscowości, których również stracono. Rannych dobijali niemieccy koloniści z Nawozu.
W źródłach znaleźć można rozbieżne informacje na temat liczby ofiar pacyfikacji. Rejestr miejsc i faktów zbrodni popełnionych przez okupanta hitlerowskiego na ziemiach polskich w latach 1939–1945 podaje, że w Kitowie zamordowano 164 osoby. Inne źródła mówią o 165 lub 174 ofiarach. W gronie zamordowanych znalazło się co najmniej 75 kobiet i dziewcząt oraz 28 dzieci w wieku poniżej 15 lat. Wraz z mieszkańcami Kitowa zamordowano sześcioosobową rodzinę Blejów z Wielkopolski, czterech mieszkańców Gruszki Małej, mieszkankę Nielisza oraz mieszkankę Wólki Złojeckiej. Masakrę przeżyły dwie ranne kobiety, których oprawcy nie zdołali odnaleźć pod stosem ciał. Ponadto Niemcy oszczędzili sołtysa Marcina Rocznia, rozkazując mu zorganizować pochówek ofiar.
Sprawcami zbrodni byli funkcjonariusze SS i policji niemieckiej wspierani przez uzbrojonych kolonistów. Według jednego z policjantów uczestniczących w pacyfikacji, wymordowanie ludności Kitowa zarządził dowódca miejscowej Landwacht („ochrona krajowa”), kapitan Eder.

## Epilog
Zwłoki zamordowanych pogrzebano następnego dnia, w zbiorowym grobie wykopanym nieopodal miejsca egzekucji. Pochówku dokonali mieszkańcy wsi Tworyczów. Mienie należące do ofiar zrabowali niemieccy koloniści z Nawozu.
Zbrodnia w Kitowie była jedną z najkrwawszych pacyfikacji przeprowadzonych przez Niemców w czasie operacji wysiedleńczo-pacyfikacyjnej na Zamojszczyźnie. Masakra odbiła się głośnym echem na Lubelszczyźnie. Odnotowano ją w raportach Polskiego Państwa Podziemnego, pisała o niej również konspiracyjna prasa.